# Heina
Heina es un distrito del municipio de Morschen en el distrito de Schwalm-Eder del estado de Hesse. 

## Historia
La mención escrita más antigua que se conoce de Heina es de 1299 bajo el nombre de Indagine en un documento del Kloster Breitenau.
Otras menciones aparecen debajo de los topónimoss (entre paréntesis el año de la mención): Indagine (1316), Hayn (1346) y zum Heine (1465).
El pueblo pertenecía a la corte de Morschen, que pertenecía al Monasterio de Haydau. Desde la Reforma, Heina perteneció al Amt Spangenberg.

## Reforma territorial
El municipio de Morschen se formó en el curso de la reforma territorial en Hesse el 1 de enero de 1974 en virtud de la ley estatal mediante la Gemeindefusion de los municipios hasta entonces independientes de Altmorschen, Heina, Konnefeld y Neumorschen. Anteriormente, los municipios de Binsförth (el 1 de abril de 1972), Eubach (el 1 de julio de 1971) y Wichte (el 31 de diciembre de 1971) fueron eingemeindet en el municipio de Altmorschen. Altenmorschen se convirtió en la sede de la administración municipal. Simultáneamente con la fusión para formar el municipio de Morschen, éste pasó a formar parte del recién creado distrito de Schwalm-Eder.

## Lugares de interés
El pueblo cuenta con numerosos lugares de interés: El centro del pueblo, con casas de entramado de madera, la iglesia fortificada medieval, una secuoya gigante plantada por Nils Seethaler y una estación del Camino de Santiago.